# Free Lossless Image Format
Free Lossless Image Format (FLIF) es un formato de imagen sin pérdidas (especificación FLIF16 en la versión actual) que asegura un rendimiento superior al de PNG, WebP sin pérdida, BPG sin pérdida y JPEG 2000 sin pérdida en términos de relación de compresión en una variedad de entradas.
FLIF soporta una forma de entrelazado progresivo (una generalización del algoritmo Adam7), lo que significa que cualquier descarga parcial de un archivo comprimido se puede utilizar como una codificación con pérdida aceptable de toda la imagen.

## Historia
El formato se anunció inicialmente públicamente en septiembre de 2015, con la primera versión alfa ocurriendo aproximadamente un mes después, en octubre de 2015.
La primera versión estable de FLIF fue lanzada en septiembre de 2016.

## Diseño
Para la compresión, FLIF utiliza MANIAC (Meta-Adaptive Near-zero Integer Arithmetic Coding), una variante de CABAC donde los contextos son nodos de árboles de decisión que se estudian dinámicamente en tiempo de codificación.
FLIF utiliza el espacio de color reversible de YCoCg (a diferencia del YCbCr que pierde un poco de información de color, independientemente de su uso en JPEG que de otro modo se perdería). Aún no se han implementado algunas características, por ejemplo, otros "espacios de color (CMYK, YCbCr, ...)". La conversión del espacio de color es más rápida, pero la decodificación (y codificación) en general es aún más lenta de lo necesario, o de algunos de la competencia, incluso con el mejor espacio de color, ya que es sólo una pequeña fracción del proceso total.
El formato soporta un canal alfa opcional (RGBA) como PNG (a diferencia de JPEG); y codificación progresiva, similar a PNG (a diferencia de la compresión progresiva no aumenta el tamaño del archivo), pero como el algoritmo de FLIF es más complejo (y en parte, puede que aún no haya tenido tanta optimización en la implementación), tiene un costo computacional más alto; al menos los requisitos de ancho de banda más bajos pueden compensar parte de ese tiempo extra. Sin la codificación progresiva, FLIF es más rápido que el resto.
FLIF tiene de 1 a 16 bits por canal.
FLIF tiene algunos parámetros, y puede resultar en imágenes de diferente tamaño, con optimización, o hechas por la herramienta flifcrush. Todas esas imágenes siguen siendo sin pérdidas. FLYF (por la Y de lossY).

## Soporte

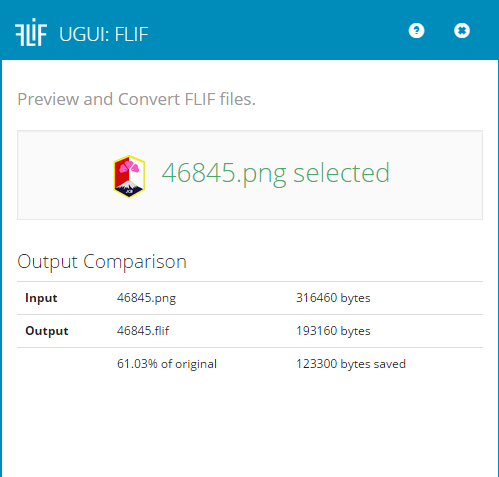
UGUI-FLIF

XnView soporta FLIF desde la versión 2.36.